# Municipio de Bath (condado de Greene)
El municipio de Bath (en inglés: Bath Township) es un municipio ubicado en el condado de Greene en el estado estadounidense de Ohio. En el año 2010 tenía una población de 39392 habitantes y una densidad poblacional de 402,02 personas por km².

## Geografía
El municipio de Bath se encuentra ubicado en las coordenadas 39°48′40″N 84°1′0″O / 39.81111, -84.01667. Según la Oficina del Censo de los Estados Unidos, el municipio tiene una superficie total de 97.98 km², de la cual 96.99 km² corresponden a tierra firme y (1.01%) 0.99 km² es agua.

## Demografía
Según el censo de 2010, había 39392 personas residiendo en el municipio de Bath. La densidad de población era de 402,02 hab./km². De los 39392 habitantes, el municipio de Bath estaba compuesto por el 83.59% blancos, el 9.46% eran afroamericanos, el 0.31% eran amerindios, el 2.71% eran asiáticos, el 0.11% eran isleños del Pacífico, el 0.78% eran de otras razas y el 3.04% pertenecían a dos o más razas. Del total de la población el 2.56% eran hispanos o latinos de cualquier raza.